# Manytj-Gudilosøen
Manytj-Gudilosøen (russisk: Маныч-Гудило, tr. Manytj-Gudilo) er en stor saltsø i Republikken Kalmykija i Rusland. Dele af den ligger i Rostov oblast og Stavropol kraj. Søen har et areal på 344 km² og er i gennemsnit 0,6 meter dyb. Søen har via Manytjfloden udløb til det Azovske Hav nær Rostov ved Don. Temperaturen i området kan varierer fra -30 °C om vinteren til 40 °C om sommeren. Mange fugleartar holder til i området, der er en del af Tsjernyje Zemli biosfærereservat.
Hvis det globale havniveau stiger ca. 25 meter vil vand fra det Azovske Hav bryde ind i søen og oversvømme Manytj-lavningen omkring Det Kaspiske Hav, og byer som Astrakhan, Baku, Sumqayit og Rasjt.